# Zabernowo
Zabernowo (bułg. Заберново) – wieś w Bułgarii, w obwodzie Burgas, w gminie Małko Tyrnowo. W 2023 roku liczyła 33 mieszkańców.